# Karan Atwal
Karan Atwal là một cầu thủ bóng đá người Ấn Độ hiện tại thi đấu ở vị trí hậu vệ cho Gangtok Himalayan ở I-League 2nd Division.

## Sự nghiệp

### Mohun Bagan
Sinh ra ở Punjab, Ấn Độ, Atwal là một sản phẩm của Học viện Bóng đá Tata ở Jamshedpur, Jharkhand nơi anh tốt nghiệp năm 2008. 
Sau đó năm 2008 anh ký hợp đồng với Mohun Bagan A.C.

### United Sikkim
Sau 3 năm tại Bagan khi Atwal chỉ một lần ra sân, anh quyết định đầu quân cho đội bóng I-League 2nd Division United Sikkim.

### Salgaocar
Salgaocar tăng cường đội hình bằng việc đưa về cầu thủ tài năng ở USFC Karan.

### Gangtok Himalayan
Sau thời gian ngắn với ONGC, Atwal gia nhập Gangtok Himalayan ở I-League 2nd Division.